# آدا تساي
آدا تساي (بالصينية: 蔡少芬) هي عارضة وممثلة صينية، ولدت في 17 سبتمبر 1973 بهونغ كونغ في الصين.

## وصلات خارجية
- آدا تساي على موقع IMDb (الإنجليزية)
- آدا تساي على موقع قاعدة بيانات الفيلم (الإنجليزية)